# 抗日军事机要庋藏室
抗日军事机要庋藏室，位于中国广东省惠州市西湖丰山公园，为惠州市的一个市、县级文物保护单位，类型为近现代重要史迹及代表性建筑，公布时间为1996年。
抗日军事机要庋藏室的历史年代为抗日战争时期。